# Sarikhet Palase
Sarikhet Palase – gaun wikas samiti w środkowej części Nepalu w strefie Narajani w dystrykcie Makwanpur. Według nepalskiego spisu powszechnego z 2001 roku liczył on 1416 gospodarstw domowych i 8537 mieszkańców (4202 kobiet i 4335 mężczyzn).